# Grup de l'alum
El grup de l'alum és un grup de minerals sulfats dodecahidrats. Els alums cristal·litzen en una de tres estructures cristal·lines diferents que s'anomenen α-, β- i γ-alums. Els minerals d'aquest grup tenen una fórmula química que segueix el patró MAl(SO₄)₂·12H₂O, on M pot ser sodi, potassi, tal·li o amoni.
El grup de l'alum està format per aquestes quatre espècies:
| Espècie       | Fórmula             |
| ------------- | ------------------- |
| Alum-(K)      | KAl(SO₄)₂(H₂O)₁₂    |
| Alum-(Na)     | NaAl(SO₄)₂(H₂O)₁₂   |
| Tschermigita  | (NH₄)Al(SO₄)₂·12H₂O |
| Lanmuchangita | TlAl(SO₄)₂·12H₂O    |

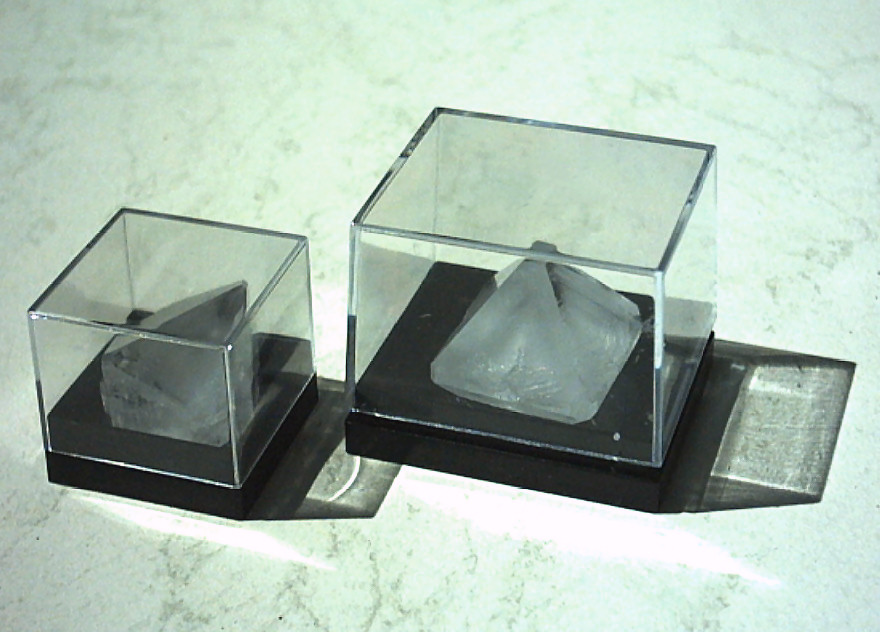
Cristalls d'alum

El terme alum també es fa servir de manera general per designar un tipus de sulfat doble compost pel sulfat d'un metall trivalent, que no ha de ser necessàriament l'alumini, i un altre d'un metall monovalent. També es poden crear dues solucions: una solució saturada en calent i una solució saturada en fred.
A la majoria de les indústries, el nom "alum" (o "alum del paperer") s'utilitza per referir-se al sulfat d'alumini, Al2 (SO4)3·nH2O, que s'utilitza majoritàriament per a la floculació industrial. Es fa servir també com a coagulant.

## Formació i jaciments
Els minerals del grup de l'alum es troben repartits per tot el planeta. Es comptabilitzen gairebé uns cent cinquanta jaciments on s'hi pot trobar alguna de les espècies d'aquest grup. A la península Ibèrica només s'hi pot trobar una de les espècies, la tschermigita, concretament a les mines de sofre Libros, a Terol.